# Aftermath
Aftermath är den brittiska rockgruppen The Rolling Stones sjätte album, utgivet i en brittisk version 15 april 1966 och i en amerikansk version i juni samma år. Den största skillnaden på skivorna var, förutom att omslagen var olika, att "Paint It Black" inte fanns med på den brittiska versionen. Där lade man ofta inte in singlar på album vid denna tid. Den brittiska versionen var dock tio minuter längre än den amerikanska, och den amerikanska saknade "Mother's Little Helper" då den i sin tur redan givits ut som singel där.
Aftermath var det första albumet där låtarna uteslutande var skrivna av Keith Richards och Mick Jagger. Låtarna i sig var ganska olika varandra och hade influenser från psykedelisk musik. De största hitsen på detta album kan sägas vara "Mother's Little Helper", på den brittiska versionen "Under My Thumb" och på den amerikanska versionen hitsingeln "Paint It Black".

## Låtlista
Alla låtar är skrivna av Jagger/Richards.

### Brittisk version

#### Sida 1
1. "Mother's Little Helper" - 2:45
2. "Stupid Girl" - 2:55
3. "Lady Jane" - 3:08
4. "Under My Thumb" - 3:41
5. "Doncha Bother Me" - 2:41
6. "Going Home" - 11:13

#### Sida 2
1. "Flight 505" - 3:27
2. "High and Dry" - 3:08
3. "Out of Time" - 5:37
4. "It's Not Easy" - 2:56
5. "I Am Waiting" - 3:11
6. "Take It or Leave It" - 2:47
7. "Think" - 3:09
8. "What to Do" - 2:32

### Amerikansk version

#### Sida 1
1. "Paint It Black" - 3:23
2. "Stupid Girl" - 2:55
3. "Lady Jane" - 3:07
4. "Under My Thumb" - 3:41
5. "Doncha Bother Me" - 2:41
6. "Think" - 3:09

#### Sida 2
1. "Flight 505" - 3:27
2. "High and Dry" - 3:11
3. "It's Not Easy" - 2:56
4. "I Am Waiting" - 3:10
5. "Going Home" - 11:13